# 쉬린 크러치필드
쉬린 크러치필드(Shireen Crutchfield, 1970년 12월 29일 ~ )는 미국의 배우, 가수, 모델, 텔레비전 배우, 영화배우이다.
케임브리지에서 태어났다.

## 영화
- 러브 앤 블릿 (2002년)
- 핫 보이즈 (1999년)
- 비앤비 (1987년)